# Doesn't Mean Anything
Doesn't Mean Anything este primul disc single extras de pe albumul The Element of Freedom, al cântăreței de origine americană, Alicia Keys. Cântecul a evoluat bine, la modul general, în clasamentele de specialitate, sporind popularitatea albumului de proveniență.